# Ma che magie Doremì - Il cuore delle streghe
Ma che magie Doremì - Il cuore delle streghe (映画 おジャ魔女どれみ♯?, Eiga Ojamajo Doremi ♯ (Shāpu), lett. "Ojamajo Doremi ♯ (Sharp) - Il film") è un film del 2000 diretto da Takuya Igarashi. È il primo film d'animazione tratto dalla serie Magica Doremì di Izumi Tōdō.

## Trama
Bibì si reca nel Mondo delle Streghe per sostenere l'esame di quinto livello da apprendista e viene seguita a sua insaputa da Hanna. La piccola finisce nel giardino della Regina dove Bibì, seguendola, trova e coglie un bellissimo fiore. Tornata nel mondo umano, però, viene sgridata da Doremì per aver portato via Hanna senza avvertire e, ferita, Bibì esprime il desiderio che la sorella si trasformi in un topolino e perda tutti i suoi poteri. Il desiderio viene esaudito dal fiore, che ha il potere di realizzare qualunque sogno, sia buono che cattivo; i primi lo fanno rimanere bianco, i secondi gli fanno cambiare colore. Visto che il fiore è scappato, Bibì chiede aiuto alle altre apprendiste per ritrovarlo e Raganella capisce, dalla descrizione della bambina, che si tratta del fiore noto come "Cuore della Regina delle Streghe". Intanto il fiore realizza sempre più desideri, diventando ancora più scuro, mentre Bibì trova la sorella, la fa tornare normale e si chiariscono.
Le apprendiste trovano il fiore quando questi, ormai, è pronto a spargere i suoi semi: l'unica soluzione è bruciarlo, ma Bibì si oppone e, grazie a una sua lacrima, il fiore diventa bianco come prima e ritorna nel Mondo delle Streghe attraverso un portale.

## Colonna sonora

### Sigle
La sigla italiana, interpretata da Cristina D'Avena con musica di Giorgio Vanni e Max Longhi e testo di Alessandra Valeri Manera, presenta un arrangiamento completamente diverso dall'originale e viene usata in apertura, mentre in chiusura viene usata l'originale giapponese. Le immagini rimangono quelle della versione giapponese.
Sigla di apertura
- Ojamajo wa koko ni iru (おジャ魔女はココにいる?), di MAHO-dō (Chiemi Chiba [Doremi], Tomoko Akiya [Hazuki], Yuki Matsuoka [Aiko] e Rumi Shishido [Onpu])

Sigla di chiusura
- Poppu na yūki (ぽっぷな勇気?), di Manami Komori

Sigla di apertura italiana
- Ma che magie Doremì!, di Cristina D'Avena

## Distribuzione
Il film è stato proiettato per la prima volta nelle sale cinematografiche giapponesi l'8 luglio 2000.
In Italia i diritti sono stati acquistati da Mediaset, che lo ha trasmesso il 27 maggio 2005 su Italia 1. Il doppiaggio è stato curato da Merak Film, la direzione del doppiaggio è di Marcello Cortese e i dialoghi italiani sono di Marcello Cortese e Luisella Sgammeglia.